# Cascadura (banda)
Cascadura, anteriormente chamada Dr. Cascadura, foi uma banda de rock brasileira formada em 1992 em Salvador.
Foi fundada por Fábio Cascadura, vocalista e guitarrista da banda, que é também o compositor de todas as canções da banda, algumas delas em parceria com outros músicos.

## Carreira

### Primeira fase
No dia 8 de maio de 2012, lançou seu quinto álbum, chamado Aleluia, o qual foi disponibilizado na internet. O lançamento de Aleluia ocorre seis anos após o álbum anterior, intitulado Bogary, que foi inicialmente gravado com intuito de encerrar as atividades da banda. O sucesso do álbum Bogary acabou aumentando a popularidade da banda nacionalmente, o que a fez decidir por continuar em atividade.
Em 2012, é uma das indicadas a melhor álbum na premiação do MTV Video Music Brasil 2012.
A banda já fez diversas participações em eventos de grande importância, como a versão brasileira do Lollapalooza, reúne cinco álbuns lançados, documentários na internet e o DVD Efeito Bogary, um documentário-musical pioneiro no cenário do rock independente baiano.
Seu mais recente álbum duplo, “Aleluia” (2012), venceu o Prêmio Dynamite 2012/2013 como “Melhor Disco Pop", foi indicado para o VMB e citado como “um dos melhores discos de rock brasileiro de sempre” pelo cantor e compositor Caetano Veloso, em sua coluna no jornal O Globo.
Dentre as canções do álbum “Aleluia”, estão “A Mulher de Roxo”, com participação de Pitty, e “Soteropolitana”, que esteve entre as 25 melhores músicas de 2012 segundo a Revista Rolling Stone Brasil. O disco, que traz parcerias com Móveis Coloniais de Acaju, Orkestra Rumpilezz e Nando Reis, foi lançado seis anos após o álbum anterior, intitulado Bogary, produzido quando a banda viveu em São Paulo.
A banda anunciou o encerramento de suas atividades em julho de 2015 e encerrou suas atividades no dia 6 de dezembro de 2015, após um show de despedida na Praça Thereza Batista, no Pelourinho.

### Retornos
Em 2017, a banda se reuniu para celebrar o aniversário de 25 anos.
Em 2018, Fábio Cascadura, que residia no Canadá, veio a Salvador passar férias e o grupo realiza apresentação única em Salvador, em janeiro. Em setembro do mesmo ano, lançam o single "Todas as ondas".
Em agosto de 2022, a banda se reúne para uma mini-turnê de quatro shows, celebrando os 30 anos de carreira, sendo o primeiro deles em Feira de Santana, na Bahia. O grupo realizou seus últimos shows no estado nos dias 13 e 14 de agosto de 2022, no Largo de Tieta no Pelourinho, em Salvador, com abertura da banda Vivendo do Ócio. Em 18 de agosto, se apresentou em São Paulo, com participações especiais dos guitarristas Martin Mendonça (Pitty) e Felipe Machado (Viper), além do cantor Teago Oliveira (Maglore).
Em Maio de 2025, a banda fez mais duas apresentações em Salvador, consolidando o projeto de reencontros “Juntos Somos Nós”. Realizados dia 17 de maio  o show contou com participação especiais de Ronei Jorge que gravou com o grupo no álbum Aleluia.
A segunda data, 24 de maio, homenageou o produtor musical Nestor Madrid, argentino que foi peça-chave na consolidação do rock baiano nos anos 1990. Ele produziu os dois primeiros discos da banda, Dr. Cascadura #1 (1997) e Entre! (1999), responsáveis por levar o grupo a festivais como o Abril Pro Rock e atrair elogios de nomes como Caetano Veloso.

## Integrantes

### Última formação
- Fábio Cascadura (voz e guitarra)
- Thiago Trad (bateria)
- Du Txai (guitarra e voz)
- Cadinho (baixo e voz)

### Ex-integrantes
- Candido Martínez Sotto

## Discografia
- Dr. Cascadura #1 (1997)
- Entre!(1999)
- Vivendo em Grande Estilo (2004)
- Bogary (2006)
- DVD Efeito Bogary (2009)
- Aleluia (2012)

## Prêmios
- Vencedor do Prêmio Dynamite de Música Independente na categoria Melhor Álbum Pop de 2013 com o Álbum Aleluia (2012)[20]
- Finalista na categoria Melhor Disco da 18ª edição do Vídeo Music Brasil (VMB), da MTV Brasil, com o Álbum Aleluia (2012)[21]
- Classificado na lista das “25 Melhores Músicas de 2012” da Revista Rolling Stone com a canção “Soteropolitana”, do Álbum Aleluia (2012)[21]
- Vencedor do Prêmio Bahia de Todos os Rocks como Banda do Ano e Melhor Clipe, por “Mesmo Eu Estando do Outro Lado”, dirigido por Zeca de Souza e Luis “Mingau” Guilherme[22]